# Tetranatrolite
La tetranatrolite è un minerale non più riconosciuto dall'IMA dal 1999 perché considerata identica alla gonnardite.